# M55-houwitser

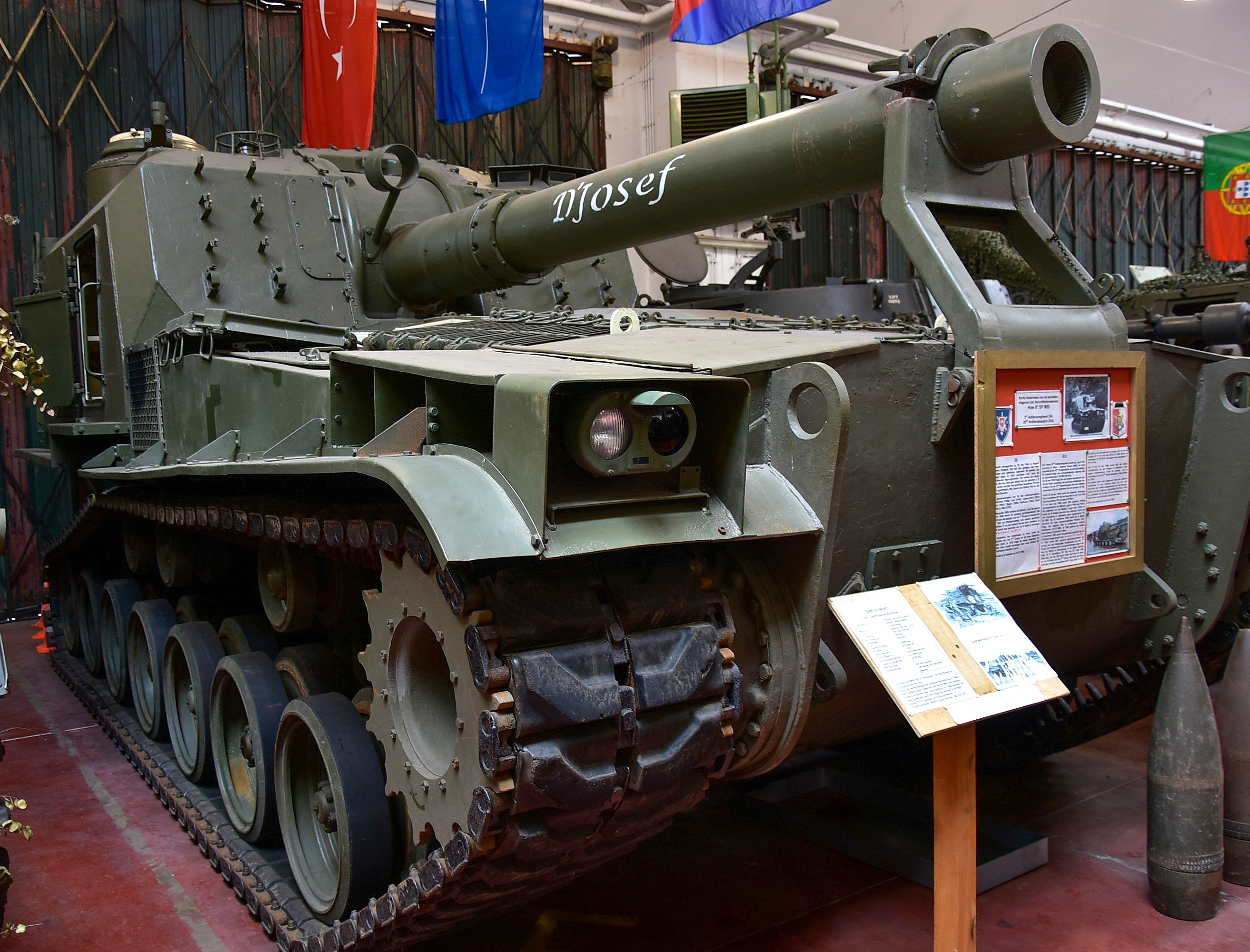
M55 houwitser in de Site Gunfire Brasschaat-Museum

De M55-houwitser is een Amerikaans volledig gesloten en gepantserd zelfrijdend krombaangeschut, gebaseerd op de M53 155 mm zelfrijdend geschut. Het heeft een 203,2 mm (acht inch) houwitser die 30° naar links of rechts kan bewegen en 10 patronen kan dragen wanneer hij volledig gevechtsgeladen is. Het kanon heeft een maximaal bereik van 16,92 kilometer met een vuursnelheid van één ronde per twee minuten. De M55 is licht gepantserd, maximaal 25 mm, maar voldoende om de bemanning te beschermen tegen indirecte artillerietreffers en klein wapenvuur.
De M55 gebruikt onderdelen van de M47 Patton tank, maar de auto-aspecten zijn omgekeerd. De motor is vooraan gemonteerd en wordt aangedreven door een tandwiel met voorwielaandrijving waarmee een topsnelheid van 50 km/u kan worden gehaald. De koepel van de bestuurder is zichtbaar aan de linker voorkant van de koepel, en reserve spoorblokken zijn opgeslagen op de voorkant van de koepel. Omdat de bestuurdersstoel zich in de koepel bevindt, wordt een speciale stoel gebruikt om de bestuurder naar voren te laten kijken, onafhankelijk van de richting van de koepel.
De M55 werd ingezet in NAVO-gebieden tijdens de Koude Oorlog en gebruikt tijdens de Vietnamoorlog, en vervolgens teruggetrokken uit dienst in het Amerikaanse leger ten gunste van de M110 houwitser. De Defensie van België had dit geschut een tijdlang in dienst.